# Hermann Suter (Beamter)
Hermann Suter (* 8. Juli 1853 in Holziken; † 23. Juli 1914 in Bern) war ein Schweizer Zollbeamter.

## Leben

### Familie
Hermann Suter war der uneheliche Sohn von Anna Maria Suter.
Seit 1876 war er mit Henriette Wilhelmine (geb. Roth) verheiratet.
Er ist im Adressbuch der Stadt Bern von 1900 in der Zieglerstr. 31 verzeichnet.
Hermann Suter wurde auf dem Bremgartenfriedhof, unter Teilnahme seines ältesten Jugendfreundes, Pfarrer Adolf Bolliger, beigesetzt.

### Werdegang
Hermann Suter besuchte erst die Bezirksschule in Schöftland, bevor er an die Kantonsschule Aarau kam. Er begann nach der Matura ein Medizinstudium an der Universität Würzburg und setzte dieses an der Universität Basel fort, brach es aber ab und wurde 1876 als Verwaltungsoffizier zum Beamten der Eidgenössischen Militärkanzlei gewählt.
1882 wurde er zweiter Sekretär der Oberzolldirektion und bereits 1883 deren erster Sekretär und Bürochef. Von 1891 bis 1905 wurde er durch den Bundesrat zum Oberzollsekretär und Chef der 1. Abteilung der Oberzolldirektion gewählt. 1905 wurde er Stellvertreter des Oberzolldirektors, bevor er 1906 selbst zum Oberzolldirektor befördert wurde.
Er war auch Oberst der Verwaltungstruppen und Kriegskommissär des 2. Armeekorps (andere Quelle: 3. Armeekorps).
Nach seinem Tod folgte ihm Fritz Irmiger als Oberzolldirektor.

### Berufliches Wirken
Hermann Suter war entscheidend an der Reformation des Zollwesens in den Bereichen Handel, Verkehr und Verwaltung beteiligt. Er bemühte sich auch um die Hebung des Bildungsniveaus des Verwaltungspersonals und war massgeblich an dem 1891 mit Deutschland und Österreich-Ungarn abgeschlossenen Handelsvertrag beteiligt.
Er hatte 1894, nach dem Übergang der Freihandels- zur Schutzzollpolitik, einen entscheiden Anteil an der Schaffung des militärisch organisierten Grenzwachtkorps, zu deren Hauptaufgaben die Entdeckung, Verhinderung und Unterdrückung des Schmuggels gehörte.
Er wurde 1913 zehntes Mitglied der Schweizerischen Landesausstellung 1914.

## Mitgliedschaften
Hermann Suter war Mitglied der Studentenverbindung Helvetia.

## Schriften (Auswahl)
- Albert Huber; Hermann Suter: Das Zollwesen der Schweiz. Bern: Schmid, Francke & Co., 1890.